# RS-863
Pour les articles homonymes, voir Route 863.
La RS-863 est une route locale des Centre-Est et Nord-Est de l'État du Rio Grande do Sul qui relie la municipalité d'Imigrante au district de Daltro Filho de la commune de Garibaldi. Elle est longue de 5,4 km.